# Rijksbeschermd gezicht Kralingen - Midden
Gezicht Kralingen - Midden is een van rijkswege beschermd stadsgezicht in de wijk Kralingen in Rotterdam in de Nederlandse provincie Zuid-Holland. De procedure voor aanwijzing werd gestart op 22 juni 1998. Het gebied werd op 25 augustus 2000 definitief aangewezen. Het beschermd gezicht beslaat een oppervlakte van 109 hectare.
Panden die binnen een beschermd gezicht vallen krijgen niet automatisch de status van beschermd monument. Wel zal de gemeente het bestemmingsplan aanpassen om nieuwe ontwikkelingen in het gebied te reguleren. De gezichtsbescherming richt zich op de stedenbouwkundige en cultuurhistorische waardering van een gebied en wil het toekomstig functioneren daarvan veiligstellen.